# فرودگاه ابیا
فرودگاه ابیا (به انگلیسی: Woodcock Airport) یک فرودگاه همگانی است که یک باند فرود آسفالت دارد و طول باند آن ۱۰۲۱ متر است. این فرودگاه در کشور کانادا قرار دارد و در ارتفاع ۱۶۴ متری از سطح دریا واقع شده است.